# Ненад Младеновић
Ненад Младеновић (13. децембар 1976) је српски бивши професионални фудбалер који је играо као нападач.

## Клубска каријера
Младеновић се прославио играјући за Обилић од 2000. до 2003. године, постигавши 26 првенствених голова у 73 утакмице. Професионално је играо и у Украјини, Белгији, Либији и Кини.

## Међународна каријера
Младеновић је једном играо за репрезентацију СР Југославије, дебитовао је 13. фебруара 2002. у пријатељској утакмици против Мексика.

## Статистика
| Клуб   | Сезона  | Лига    | Лига   |
| Клуб   | Сезона  | Наступи | Голови |
| ------ | ------- | ------- | ------ |
| Обилић | 2000–01 | 25      | 5      |
| Обилић | 2001–02 | 26      | 12     |
| Обилић | 2002–03 | 22      | 9      |
| Обилић | Укупно  | 73      | 26     |